# Тополог
Тополог (рум. Topolog) — село у повіті Тулча в Румунії. Адміністративний центр комуни Тополог.
Село розташоване на відстані 187 км на схід від Бухареста, 47 км на південний захід від Тулчі, 81 км на північ від Констанци, 66 км на південний схід від Галаца.

## Населення
За даними перепису населення 2002 року у селі проживали 2519 осіб, з них 2518 осіб (> 99,9%) румунів. Рідною мовою 2517 осіб (99,9%) назвали румунську.